# Solange Faladé
Pour les articles homonymes, voir Falade.
Solange Faladé, née le 7 août 1925 à Porto-Novo, au Dahomey (actuel Bénin) et morte le 22 juin 2004 dans le 14e arrondissement de Paris, est une médecin, psychanalyste et anthropologue française d'origine béninoise. Elle est la première Africaine psychanalyste et l'une des premiers psychanalystes originaires du continent africain.
Proche de Jacques Lacan, elle exerce des responsabilités institutionnelles dans plusieurs associations lacaniennes, puis fonde en 1983 sa propre société psychanalytique, l'École freudienne.

## Biographie
Née au Dahomey, l'actuel Bénin, Solange Faladé est la fille de Maximien Faladé, fonctionnaire de l'administration française au Dahomey et de Maximilienne Do Sacramento. Elle est notamment la sœur de la journaliste et écrivaine Géraldine Faladé. Elle est également la petite-fille de Behanzin, dernier roi indépendant d'Abomey, exilé par les Français à la Martinique puis en Algérie.
Sa famille l'envoie dès 1933 faire ses études secondaires en France, en compagnie de son frère Max Faladé. Elle fait ses études supérieures à la faculté de médecine de Paris, où elle obtient son diplôme de médecin en 1955. Étudiante militante, elle est élue première présidente de la Fédération des étudiants d'Afrique noire en France (FEANF) lors du congrès de Paris des 21 et 22 mars 1951.
Dès 1952, elle fait la connaissance de Jacques Lacan, suit son séminaire, et se forme sur le plan clinique sous la supervision de Françoise Dolto. Elle suit également la consultation de Jenny Aubry à la Fondation Parent-de-Rosan, et participe aux débats qui agitent la Société française de psychanalyse.
Elle se rend avec Jacques Lacan  à Londres en 1963 à la rencontre de l'Association psychanalytique internationale pour défendre l'intérêt des approches de la Société française de psychanalyse mais le Groupe Lacan reste exclu de l'association internationale. Elle exerce diverses responsabilités au sein de l'École freudienne de Paris, de trésorière, puis de vice-présidente,. Après la dissolution de l'École freudienne de Paris, elle doit assurer la codirection, avec Charles Melman et Jacques-Alain Miller, de la Cause freudienne, dont la fondation est annoncée le 21 février 1980 par Jacques Lacan, mais des dissensions se produisent dès janvier 1981 au sein de la Cause freudienne. Solange Faladé, Jean Clavreul et Charles Melman, qui contestent l'emprise de Jacques-Alain Miller sur la Cause freudienne, en démissionnent et fondent le Centre d'études et de recherches freudiennes. Cependant, la mésentente entre les trois fondateurs du CERF ne permet pas à la société d'exister plus d'une année.
Solange Faladé fonde ensuite en 1983, depuis Dakar, l'École freudienne, qu'elle anime jusqu'à sa mort en 2004,.
Elle est également chercheure en ethnologie au CNRS, et mène des études comparatives sur le développement psychomoteur des enfants africains, sur les femmes de Dakar ou les Africains exilés à Paris. Elle est fondatrice de l'Institut d'ethno-psychopathologie africaine. Elle est également chargée de mission au Sénégal par Robert Debré et travaille pour l'Organisation mondiale de la santé.
Elle a publié plusieurs de ses séminaires à l'École freudienne, notamment, Clinique des névroses (séminaires 1991-1992 et 1992-1993) et Autour de la chose (séminaire 1993-1994).
Elle meurt le 22 juin 2004 dans le 14e arrondissement de Paris et est inhumée au Bénin, au cimetière de Porto-Novo.

## Hommage
Depuis une délibération du Conseil de Paris du mois de juin 2024, le jardin Solange-Faladé, dans le 12e arrondissement de Paris, porte son nom.

## Publications
- « Rapport sur le fonctionnement de l’Institut d’ethno-psychopathologie africaine », Cahiers d'études africaines, 1964, 16, p. 603-620, [lire en ligne].
- Clinique des névroses, suivi de Repères structurels des névroses, psychoses et perversions, transcription et édition par Emmanuel Koerner et Marie-Lise Lauth, Anthropos, 2003
- Le moi et la question du sujet, transcription et édition par Emmanuel Koerner et Marie-Lise Lauth, Anthropos, 2008  (ISBN 9782717855128)
- Autour de la chose, transcription et édition par Emmanuel Koerner et Marie-Lise Lauth, Anthropos, 2012